# Dyskografia Bone Thugs-n-Harmony
Artykuł przedstawia dyskografię amerykańskiej grupy hip-hopowej Bone Thugs-n-Harmony. Sprzedali ponad 25 milionów płyt w Stanach Zjednoczonych i ponad 40 milionów na świecie.

## Albumy

### Albumy studyjne
| Tytuł                   | Informacje o albumie                                                                              | Najwyższa pozycja | Najwyższa pozycja | Certyfikacje       |
| Tytuł                   | Informacje o albumie                                                                              | US                | US R&B            | Certyfikacje       |
| ----------------------- | ------------------------------------------------------------------------------------------------- | ----------------- | ----------------- | ------------------ |
| Faces of Death          | - Data wydania: 28 maja 1993 - Wytwórnia: Stoney Burke - Format: CD, kaseta, digital download, LP | 188               | 29                |                    |
| Creepin on ah Come Up   | - Data wydania: 21 czerwca 1994 - Wytwórnia: Ruthless - Format: CD, kaseta, digital download, LP  | 12                | 2                 | - RIAA: 4x Platyna |
| E. 1999 Eternal         | - Data wydania: 25 lipca 1995 - Wytwórnia: Ruthless - Format: CD, kaseta, digital download, LP    | 1                 | 1                 | - RIAA: 6x Platyna |
| The Art of War          | - Data wydania: 29 lipca 1997 - Label: Ruthless - Format: CD, kaseta, digital download, LP        | 1                 | 1                 | - RIAA: 4x Platyna |
| BTNHResurrection        | - Data wydania: 29 lutego 2000 - Wytwórnia: Ruthless - Format: CD, kaseta, digital download, LP   | 2                 | 1                 | - RIAA: Platyna    |
| Thug World Order        | - Data wydania: 29 października 2002 - Wytwórnia: Ruthless - Format: CD, digital download         | 12                | 3                 | - RIAA: Platyna    |
| Thug Stories            | - Data wydania: 19 września 2006 - Wytwórnia: Koch - Format: CD, digital download                 | 25                | 3                 | - US: 100.000      |
| Strength & Loyalty      | - Data wydania: 8 maja 2007 - Wytwórnia: Full Surface - Format: CD, digital download              | 2                 | 2                 | - RIAA: Złoto      |
| Uni5: The World’s Enemy | - Data wydania: 4 maja 2010 - Wytwórnia: BTNH Worldwide - Format: CD, digital download            | 14                | 5                 | - US: 100.000      |

### Kompilacje
| Tytuł                  | Informacje o albumie                                                                           | Najwyższe pozycje | Najwyższe pozycje | Certyfikacje    |
| Tytuł                  | Informacje o albumie                                                                           | US                | US R&B            | Certyfikacje    |
| ---------------------- | ---------------------------------------------------------------------------------------------- | ----------------- | ----------------- | --------------- |
| The Collection, Vol. 1 | - Data wydania: 24 listopada 1998 - Wytwórnia: Ruthless - Format: CD, kaseta, digital download | 32                | 12                | - RIAA: Platyna |
| The Collection, Vol. 2 | - Data wydania: 14 listopada 2000 - Wytwórnia: Ruthless - Format: CD, kaseta, digital download | 42                | 15                | - RIAA: Złoto   |
| Greatest Hits          | - Data wydania: 16 listopada 2004 - Wytwórnia: Ruthless - Format: CD, digital download         | 95                | 30                | - RIAA: Platyna |
| T.H.U.G.S.             | - Data wydania: 13 listopada 2007 - Wytwórnia: Ruthless - Format: CD, digital download         | 73                | 13                | - US: 50,000    |

### Inne albumy
- 2003: Heaven or Hell
- 2005: Bone 4 Life
- 2006: Behind the Harmony
- 2006: Everyday Thugs
- 2007: Eternal Legends
- 2009: The Book of Thugs
- 2009: Uni5 the Prequel: The Untold Story
- 2009: The Fixtape Vol. 3: Special Delivery
- 2010: Bone 2010

### Mixtape'y
- 2008: Thug World Order 2
- 2010: Thuggish II

## Single

### Single grupy
| Rok  | Tytuł                                                 | Najwyższe pozycje | Najwyższe pozycje | Najwyższe pozycje | Najwyższe pozycje | Najwyższe pozycje | Album                   |
| Rok  | Tytuł                                                 | US                | US R&B            | US Rap            | UK                | NZ                | Album                   |
| ---- | ----------------------------------------------------- | ----------------- | ----------------- | ----------------- | ----------------- | ----------------- | ----------------------- |
| 1993 | „Flow Motion”                                         | –                 | –                 | –                 | –                 | –                 | Faces Of Death          |
| 1994 | „Thuggish Ruggish Bone” (featuring Shatasha Williams) | 22                | 17                | 2                 | –                 | 2                 | Creepin on ah Come Up   |
| 1995 | „Foe tha Love of $” (featuring Eazy-E)                | 41                | 33                | 4                 | –                 | –                 | Creepin on ah Come Up   |
| 1995 | „1st of tha Month”                                    | 14                | 12                | 4                 | 15                | 7                 | E. 1999 Eternal         |
| 1996 | „East 1999”                                           | 62                | 39                | 8                 | –                 | 15                | E. 1999 Eternal         |
| 1996 | „Tha Crossroads”                                      | 1                 | 1                 | 1                 | 1                 | 1                 | E. 1999 Eternal         |
| 1997 | „Look into My Eyes”                                   | 4                 | 4                 | 2                 | 36                | 3                 | The Art of War          |
| 1997 | „If I Could Teach the World”                          | 27                | 20                | 3                 | –                 | 11                | The Art of War          |
| 2000 | „Resurrection (Paper, Paper)”                         | –                 | 52                | 12                | –                 | –                 | BTNHResurrection        |
| 2000 | „Can't Give It Up”                                    | –                 | –                 | 7                 | –                 | –                 | BTNHResurrection        |
| 2000 | „Change the World” (featuring Big B)                  | –                 | –                 | –                 | –                 | –                 | BTNHResurrection        |
| 2002 | „Get Up & Get It” (featuring 3LW & Felecia)           | –                 | –                 | –                 | –                 | –                 | Thug World Order        |
| 2002 | „Money, Money”                                        | 89                | –                 | –                 | –                 | –                 | Thug World Order        |
| 2003 | „Home” (featuring Phil Collins)                       | –                 | 93                | 4                 | 19                | 6                 | Thug World Order        |
| 2006 | „Fire”                                                | –                 | –                 | –                 | –                 | –                 | Thug Stories            |
| 2006 | „Don’t Stop”                                          | –                 | –                 | –                 | –                 | –                 | Thug Stories            |
| 2007 | „I Tried” (featuring Akon)                            | 6                 | 45                | 6                 | 69                | 4                 | Strength & Loyalty      |
| 2007 | „Lil’ L.O.V.E.” (featuring Mariah Carey & Bow Wow)    | 117               | 66                | 24                | –                 | 6                 | Strength & Loyalty      |
| 2007 | „Young Thugs”                                         | –                 | –                 | –                 | –                 | –                 | T.H.U.G.S.              |
| 2009 | „See Me Shine” (featuring J Rush)                     | –                 | –                 | –                 | –                 | –                 | Uni5: The World’s Enemy |
| 2010 | „Rebirth”                                             | –                 | –                 | –                 | –                 | –                 | Uni5: The World’s Enemy |
| 2010 | „Meet Me in the Sky” (featuring K-Young)              | –                 | –                 | –                 | –                 | –                 | Uni5: The World’s Enemy |
| 2010 | „Gone” (featuring Ricco Barrino)                      | –                 | –                 | –                 | –                 | –                 | Uni5: The World’s Enemy |

### Single ze ścieżek dźwiękowych
| Rok  | Tytuł                                                                                   | Najwyższe pozycje | Album          |
| Rok  | Tytuł                                                                                   | US Rap            | Album          |
| ---- | --------------------------------------------------------------------------------------- | ----------------- | -------------- |
| 1996 | „Days of Our Livez”                                                                     | 12                | Set It Off     |
| 1998 | „War”                                                                                   | –                 | Small Soldiers |
| 2006 | „Take the Lead (Wanna Ride)” (featuring Wisin & Yandel, Fatman Scoop & Melissa Jiménez) | –                 | Take the Lead  |

### Inne
| Rok  | Piosenka                                       | Album                                     |
| ---- | ---------------------------------------------- | ----------------------------------------- |
| 1994 | „No Surrender”                                 | Creepin on ah Come Up                     |
| 1995 | „Mo' Murda”                                    | E. 1999 Eternal                           |
| 1996 | „Thug Luv” (featuring 2Pac)                    | The Art of War                            |
| 1997 | „Body Rott”                                    | The Art of War                            |
| 1997 | „Notorious Thugs” (featuring Notorious B.I.G.) | Life After Death (Notorious B.I.G. album) |
| 2002 | „Bone Bone Bone”                               | Thug World Order                          |
| 2007 | „Bumps in the Trunk” (featuring Swizz Beatz)   | Strength & Loyalty                        |
| 2007 | „Never Forget Me” (featuring Akon)             | Strength & Loyalty                        |
| 2007 | „Wind Blow”                                    | Strength & Loyalty                        |
| 2010 | „Wanna Be”                                     | Uni-5: The World’s Enemy                  |

### Certyfikacje singli
| Tytuł                        | Certyfikacje |
| Tytuł                        | US           |
| ---------------------------- | ------------ |
| „Thuggish Ruggish Bone”      | Złoto        |
| „1st of tha Month”           | Złoto        |
| „Tha Crossroads”             | 2x Platyna   |
| „Look into My Eyes”          | Platyna      |
| „If I Could Teach the World” | Złoto        |
| „I Tried”                    | Platyna      |

## Inne utwory
Poniżej przedstawione są utwory pochodzące z różnych ścieżek dźwiękowych.
| Rok  | Tytuł                        | Film                       | Producent                  |
| ---- | ---------------------------- | -------------------------- | -------------------------- |
| 1995 | „The Points”                 | Panther (OST)              | Easy Mo Bee                |
| 1995 | „Everyday Thang”             | The Show (OST)             | DJ U-Neek                  |
| 1996 | „Shoot 'Em Up”               | The Great White Hype (OST) | DJ U-Neek                  |
| 1996 | „Days of Our Livez”          | Set it Off (OST)           | DJ U-Neek                  |
| 1997 | „Look into My Eyes”          | Batman i Robin (OST)       | DJ U-Neek                  |
| 1998 | „War”                        | Small Soldiers (OST)       |                            |
| 1998 | „Hook It Up”                 | I Got The Hook Up! (OST)   | Craig B.                   |
| 2000 | „Thug Music Plays On”        | Down to Earth (OST)        | DJ Kay Gee & Eddie Berkley |
| 2005 | „Take the Lead (Wanna Ride)” | Take the Lead (OST)        | Swizz Beatz                |
| 2006 | „This Ain't a Game”          | Waist Deep (OST)           | Jonathan Rotem             |
| 2008 | „Tha Crossroads”             | Pineapple Express (OST)    | DJ U-Neek                  |
| 2009 | „Notorious Thugs”            | Notorious (OST)            | Sean Combs & Stevie J.     |

## Gościnnie
| Rok  | Piosenka                  | Artysta                                                  | Album                              | Producent                                      |
| ---- | ------------------------- | -------------------------------------------------------- | ---------------------------------- | ---------------------------------------------- |
| 1997 | „Notorious Thugs”         | The Notorious B.I.G.                                     | Life After Death                   | Sean „Puffy” Combs and Stevie J.               |
| 1998 | „Breakdown”               | Mariah Carey                                             | Butterfly                          | Mariah Carey, Stevie J. and Sean „Puffy” Combs |
| 1998 | „Good Times”              | Fat Joe                                                  | Don Cartagena                      |                                                |
| 1998 | „Till We Dead And Gone”   | Master P                                                 | Da Last Don                        |                                                |
| 2002 | „Makin Good Love (Remix)” | Avant                                                    |                                    |                                                |
| 2003 | „Pay”                     | Esham                                                    | Repentance (album)                 |                                                |
| 2003 | „Thug Pit”                | Insane Clown Posse, Esham, Tech N9ne & Kottonmouth Kings | 2003 Hallowicked Single            |                                                |
| 2005 | „This Ain't a Game”       | Lil’ Eazy-E                                              | Waist Deep OST                     | J.R. Rotem                                     |
| 2005 | „Power Of A Smile”        | 2Pac                                                     | The Rose Vol.2                     |                                                |
| 2005 | „Paper Paper”             | Shade Sheist                                             | Before The Waitin Before The Hatin | Damizza                                        |
| 2005 | „Strictly For My Grind”   | Space Hog The Boss                                       | Vegas Hog Livin'                   |                                                |
| 2006 | „Never Let You Down”      | Frankie J                                                | Priceless                          | Play-n-Skillz                                  |
| 2006 | „4 Minutes (Remix)”       | Avant & Shawnna                                          | Director                           | Mr. Collipark                                  |
| 2006 | „Daily”                   | Dub B                                                    | The SeaReal Way                    | Play-n-Skillz                                  |
| 2007 | „The Originators”         | DJ Khaled                                                | We the Best                        | Cool & Dre                                     |
| 2007 | „Ain't No Hoes”           | Twista                                                   | Adrenaline Rush 2007               | Cuzo                                           |
| 2007 | „Cash Rulez”              | Cassidy & Eve                                            | B.A.R.S.                           | Hi-Tek                                         |
| 2010 | „Over”                    | Chamillionaire                                           | –                                  | –                                              |

## Teledyski
| Rok  | Tytuł                                              | Reżyser                  |
| ---- | -------------------------------------------------- | ------------------------ |
| 1994 | „Thuggish Ruggish Bone” (Feat. Shatasha Williams)  | Terry Heller             |
| 1994 | „Foe tha Love of $” (Feat. Eazy-E)                 | Terry Heller             |
| 1995 | „1st of tha Month”                                 | Eric Meza                |
| 1995 | „Buddah Lovaz”                                     | Big Man                  |
| 1995 | „East 1999”                                        | Craig Henry              |
| 1996 | „Tha Crossroads”                                   | Michael Martin           |
| 1996 | „Days of Our Livez”                                | Michael Martin           |
| 1997 | „Look into My Eyes”                                | Yarrow Kraner            |
| 1997 | „If I Could Teach the World”                       | Joseph Kahn              |
| 1998 | „War”                                              | Marcus Nispel            |
| 1998 | „BNK”                                              | J. Kevin Swain           |
| 2000 | „Resurrection (Paper, Paper)”                      | Jeff Byrd                |
| 2000 | „Change the World” (Feat. Big B)                   | Michael Martin           |
| 2000 | „Can't Give it Up”                                 | Smith & Barin            |
| 2000 | „Weed Song”                                        | RIKarto Handy            |
| 2002 | „Money, Money”                                     | Darren Grant             |
| 2003 | „Home” (Feat. Phill Collins)                       | Rich Newey               |
| 2005 | „Hip Hop Baby”                                     | Brandon Kraines & Dru-Ha |
| 2006 | „Intro/Fire”                                       |                          |
| 2007 | „I Tried” (Feat. Akon)                             | Rich Newey               |
| 2007 | „Lil’ L.O.V.E.” (Feat. Mariah Carey, Bow Wow & JD) | Chris Robinson           |
| 2008 | „Young Thugs”                                      |                          |
| 2009 | „D.O.A. (Remix)”                                   |                          |
| 2010 | „Rebirth” (Feat. Thin C)                           | Bobby Yan                |
| 2010 | „Meet Me in the Sky” (Feat. K-Young)               | Bobby Yan                |
| 2010 | „See Me Shine” (Feat. J Rush)                      | Bobby Yan                |
| 2010 | „Determination” (Feat. Felecia)                    | Bobby Yan                |